# Mala Dapčevica
Mala Dapčevica falu Horvátországban Belovár-Bilogora megyében. Közigazgatásilag Grobosinchoz tartozik.

## Fekvése
Belovártól légvonalban 41, közúton 50 km-re délkeletre, Verőcétől légvonalban 15, közúton 17 km-re délnyugatra, községközpontjától légvonalban 10, közúton 14 km-re keletre a Bilo-hegység délnyugati lejtőin, a Dapčevica-patak partján fekszik.

## Története
A török kiűzése után a község területe majdnem teljesen lakatlan volt és rengeteg szántóföld maradt műveletlenül. Ezért a bécsi udvar elhatározta, hogy a földeket a betelepítendő határőrcsaládok között osztja fel. Az első betelepülő családok 1698-ban érkeztek Lika, Bosznia, a horvát Tengermellék és Imotski területéről. Újjászervezték a közigazgatást is. Létrehozták a katonai határőrvidéket, mely nem tartozott a horvát bánok fennhatósága alá, hanem osztrák és magyar generálisok irányításával közvetlenül a bécsi udvar alá tartozott.
A települést 1774-ben az első katonai felmérés térképén „Dorf Mala Dabchevicza” néven találjuk. A katonai közigazgatás idején a szentgyörgyvári ezredhez tartozott. Lipszky János 1808-ban Budán kiadott repertóriumában „Dapchevicza (Mala)” néven szerepel. Nagy Lajos 1829-ben kiadott művében „Dapchevicza (Mala)” néven 21 házzal, 6 katolikus és 132 ortodox vallású lakossal találjuk.
A katonai közigazgatás megszüntetése (1871) után Magyar Királyságon belül Horvát–Szlavónország részeként, Belovár-Kőrös vármegye Grubisno Poljei járásának része volt. 1857-ben 132, 1910-ben 362 lakosa volt. 1910-ben a népszámlálás adatai szerint lakosságának 92%-a szerb, 5%-a magyar anyanyelvű volt. Az első világháború után 1918-ban az új szerb-horvát-szlovén állam, majd később (1929-ben) Jugoszlávia része lett. 1941 és 1945 között a németbarát Független Horvát Államhoz tartozott.
A szerb lakosság többsége királypárti volt és a csetnikekhez csatlakozott, akik a község keleti részén tevékenykedtek. Az usztasák sok szerbet foglyul ejtettek és táborokba zártak. A különösen veszélyesnek tartott elemeket a Pag szigetén létesített munkatáborba vitték. Már 1941-ben megalakultak az első partizán egységek is. A háború után a település a szocialista Jugoszláviához tartozott. 1991-től a független Horvátország része. 1991-ben lakosságának 90%-a szerb nemzetiségű volt. A délszláv háború kirobbanása után szerb szabadcsapatok ellenőrizték. 1991. november 2-án az Otkos 10 hadművelet harmadik napján foglalta vissza a horvát hadsereg. A szerb lakosság nagy része elmenekült. 2011-ben mindössze 3 lakosa volt.

## Lakossága
| Lakosság változása | Lakosság változása | Lakosság változása | Lakosság változása | Lakosság változása | Lakosság változása | Lakosság változása | Lakosság változása | Lakosság változása | Lakosság változása | Lakosság változása | Lakosság változása | Lakosság változása | Lakosság változása | Lakosság változása | Lakosság változása |
| ------------------ | ------------------ | ------------------ | ------------------ | ------------------ | ------------------ | ------------------ | ------------------ | ------------------ | ------------------ | ------------------ | ------------------ | ------------------ | ------------------ | ------------------ | ------------------ |
| 1857               | 1869               | 1880               | 1890               | 1900               | 1910               | 1921               | 1931               | 1948               | 1953               | 1961               | 1971               | 1981               | 1991               | 2001               | 2011               |
| 132                | 180                | 141                | 231                | 292                | 362                | 321                | 414                | 300                | 293                | 309                | 228                | 99                 | 61                 | 14                 | 3                  |